# Liam Kitching
Liam James Kitching, né le 25 septembre 1999 à Harrogate, est un footballeur anglais qui évolue au poste de défenseur à Coventry City.

## Carrière en club
Kitching commence sa carrière footballistique au sein du centre de formation de Leeds United, où il signe son premier contrat professionnel en juillet 2017. Le 2 janvier 2018, il est prêté à Harrogate Town, club de sa ville natale évoluant en National League North (sixième division anglaise). Ce prêt se prolonge jusqu’en janvier 2019, puis est renouvelé pour la deuxième partie de la saison.
En juillet 2019, il rejoint les Forest Green Rovers avec un contrat de trois ans en League Two (quatrième division). En janvier 2021, le Barnsley FC officialise son transfert. Le 8 mai de la même année, il dispute son premier match en Championship avec Barnsley face à Norwich City. Dès la saison suivante, il s’impose comme titulaire au sein du club en blanc et rouge, statut qu’il conserve après la relégation en League One en 2022.
Le 1er septembre 2023, il s’engage avec Coventry City et fait son retour en Championship.

## Style de jeu
Kitching est un défenseur complet qui peut jouer en tant que central ou sur le côté gauche,.